# جامعة جنوب شرق لويزيانا
جامعة جنوب شرق لويزيانا (بالإنجليزية: ٍSoutheastern Louisiana University) هي جامعة عامة في هاموند، لويزيانا . تأسست عام 1925م من قبل لينوس سيمز في كلية هاموند جونيور . نجح سيمز في نقل الحرم الجامعي إلى شمال هاموند في عام 1928م، عندها أصبحت تعرف باسم كلية جنوب شرق لويزيانا . حصلت على مركز جامعي في عام 1970م.
يوجد بها 14594 طالبًا مسجلين، يمثلون 43 ولاية و66 دولة. خلال التسعينات كانت الجامعة واحدة من أسرع الكليات نمواً في الولايات المتحدة. كما أنها تملك ثالث أكبر احتياطي في ولاية لويزيانا، بعد جامعة ولاية لويزانا وجامعة لويزيانا في لافاييت.
ألوان الجامعة هي الأخضر والذهبي، والتميمة هي أسد اسمه رومي. تشارك فرقها الرياضية في دوري الدرجة الأولى لكرة القدم لرابطة دوري الجامعات الرياضي في مؤتمر ساوثلاند.
يقع حرم هاموند على بعد 45 ميل (72 كـم) شرق باتون روج و 60 ميل (97 كـم) شمال غرب نيو أورليانز.

## التاريخ

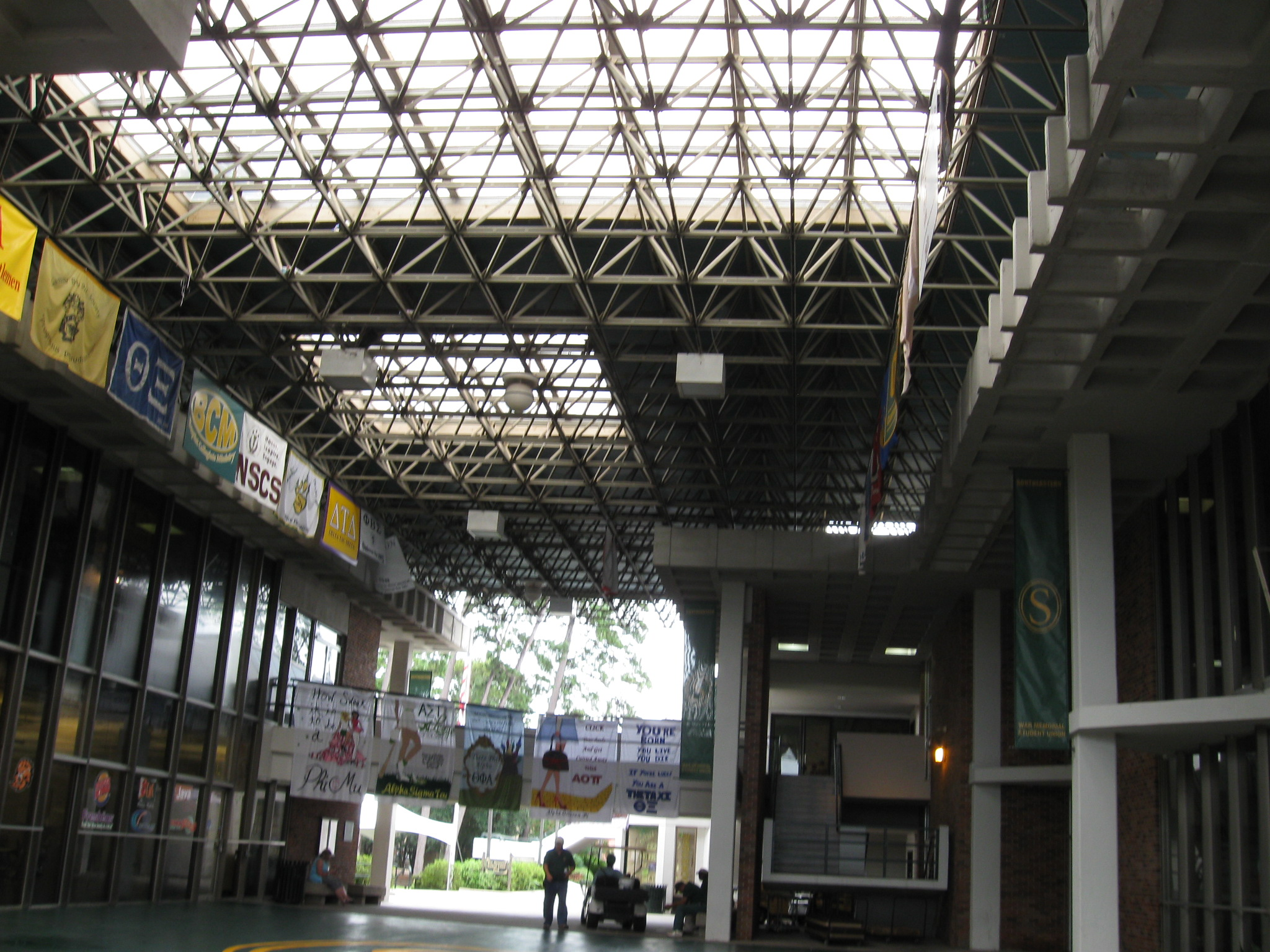
منطقة فسيحة في اتحاد طلاب جامعة جنوب شرق لويزيانا

بدأت ككلية المبتدئين بدعم من الضرائب المحلية ثم تطورت إلى جامعة كبرى، كما نمت الجامعة لتلبية الاحتياجات المتطورة في جنوب شرق لويزيانا وأبرشيات ولاية فلوريدا.
في 7 يوليو 1925م وافق الناخبون بأغلبية ساحقة على إصدار سندات لإنشاء كلية هاموند جونيور. فتحت سيمز أبوابها في 13 سبتمبر 1925م والتي تعمل تحت رعاية مجلس مدرسة تانجيباوا للأبرشيات، وهي تضم كلية تحوي ثلاث سيدات ورجلين و 40 طالبًا. عرضت المؤسسة -المختلطة التي مدتها سنتان- العمل الجامعي الأساسي في الفنون والعلوم التي توجت بشهادة دراسية.
سرعان ما تزايدت عدد المتقدمين على الكلية. في عام 1927م، دعم الناخبون شراء عقار هانتر ليك على الطرف الشمالي لهاموند. في عام 1928م أصبحت كلية هاموند جونيور كلية جنوب شرق لويزيانا، واعتمدت رسميًا في نظام التعليم الحكومي تحت سيطرة مجلس الدولة للتعليم. ثم اشترت 60 أكر (240,000 م2) مجاورة للمكان الأصلي والذي تبلغ مساحته 15 أكر (61,000 م2). في عام 1934م أُصدرت سندات حكومية لبناء قاعة ماكجهيل وصالة للألعاب الرياضية.
بنيت قاعة لوسيز ماكجهيل في عام 1935م. اعتبارًا من 2009 أصبحت أقدم مبنى شيدته الجامعة. وقد دخلت في السجل الوطني للأماكن التاريخية.
في عام 1937م أجاز مجلس الدولة للتعليم مناهج لبرامج مدتها أربع سنوات في الفنون الحرة وتعليم المعلمين وإدارة الأعمال والموسيقى والعلوم الاجتماعية والتربية البدنية. منحت شهادات البكالوريا الأولى في مايو 1939م.

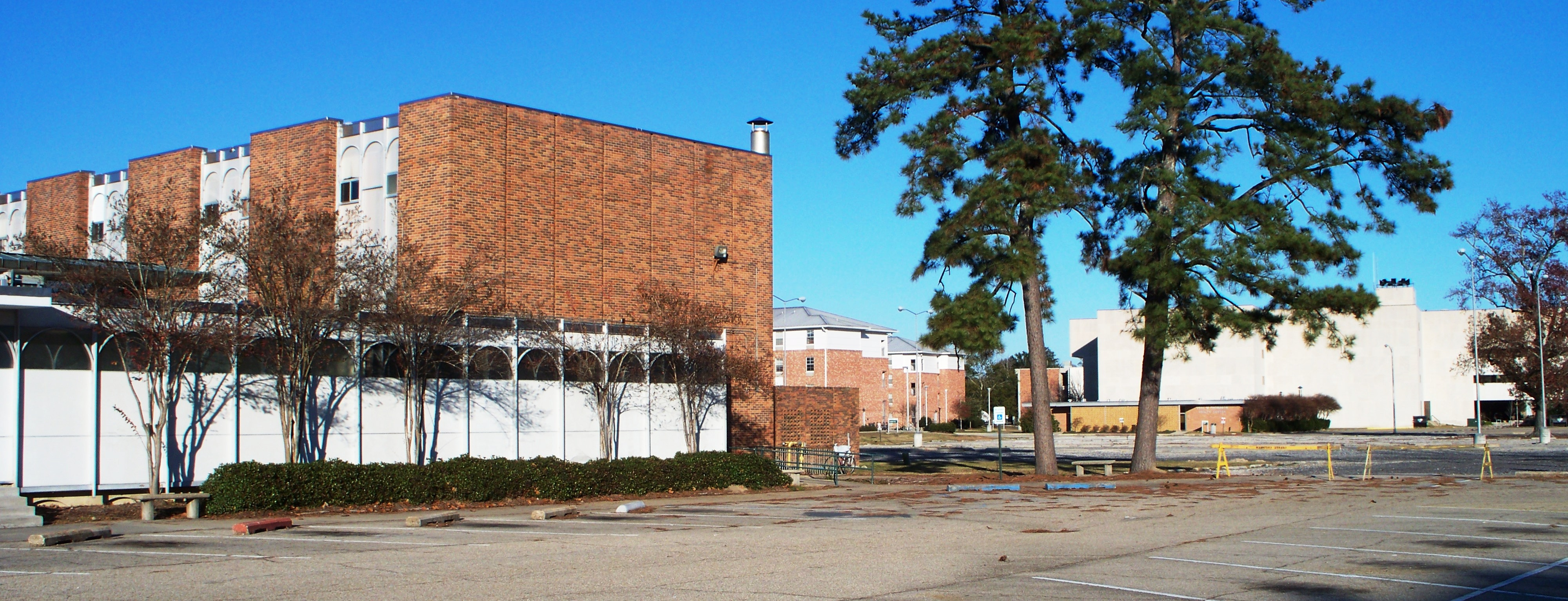
جزء من الحرم الجامعي ، باتجاه الشرق: قاعة زاكاري تايلور (المقدمة اليسرى) ، قاعة تانقيباهوا (الوسط) ، مكتبة لينوس سيمز التذكارية (يمين). زاكاري تايلور هول هو المبنى الأكاديمي الوحيد في لويزيانا الذي سمي ليكون الرئيس الوحيد الذي يأتي من لويزيانا.

## أكاديميون
جامعة جنوب شرق لويزيانا معتمدة من قبل لجنة كليات الرابطة الجنوبية للكليات والمدارس لمنح درجات علمية في مستويات المنتسبين والبكالوريا والماجستير. اعتمدت الجامعة من قبل الرابطة الجنوبية للكليات والمدارس منذ عام 1946م.

## مشاهير
- ألن برادلي، ممثل ولاية لويزيانا
- بيل إيفانز، موسيقي الجاز
- غافن فينغلسون، أسترالي مولود في جنوب أفريقيا، لاعب بيسبول أولمبي
- دينيس بول هيبرت، ممثل ولاية لويزيانا
- جيري توماس، سيناتور ولاية لويزيانا
- روبن روبرتس، مذيع التلفزيون
- روبرت الفورد، اتلانتا فالكونز، اتحاد كرة القدم الأميركي
- واد مايلي، هيوستن أستروس
- تشارلي سميث، لويزيانا جماعات الضغط
- أمير عبد الرحيم، المدير العام، كرة السلة كينيسو ستيت آولز للرجال

### كلية
- ريت ألين - فيزيائي ومدون
- ألفريد ج. كوكس
- جون ل. كرين
- باربرا فورست
- تيم غوترو
- مايكل ل. كورتز
- لوسون سوينجين
- جو جراي تايلور - مؤرخ الجنوب الأمريكي
- جورج تي ووكر
- بيل ايفانز - عازف البيانو الجاز

## روابط خارجية
- موقع جامعة جنوب شرق لويزيانا للألعاب الرياضية